# Proceedings of the Linnean Society of New South Wales, ser. 2
Proceedings of the Linnean Society of New South Wales, ser. 2 (abreviado Proc. Linn. Soc. New South Wales, ser. 2) es una revista con descripciones botánicas que es editada en Nueva Gales del Sur por la Linnean Society of New South Wales, desde el año 1887. Fue precedida por  Proceedings of the Linnean Society of New South Wales.